# Crise migratoire aux îles Canaries
La crise migratoire aux îles Canaries réfère à la venue, depuis 2020, de milliers de migrants sans papiers et de réfugiés, majoritairement originaires d’Afrique de l’Ouest et du Nord, dans l’archipel espagnol. Au total, le nombre d’arrivées en 2020 s’est situé à 23 023 personnes, avant de connaître une légère baisse en 2021 pour atteindre 22 195 personnes. À la mi-octobre 2020, en l’espace de seulement 48 heures, plus de 1000 migrants entassés sur 37 bateaux ont atteint les îles. En comparaison, l’année 2019 n’a comptabilisé que 2 698 arrivées.
Le parcours migratoire emprunté s’étale de la côte nord-ouest de l’Afrique jusqu’aux îles Canaries, figurant comme porte d’entrée vers l’Europe. Cette crise rend particulièrement compte du déplacement de la route migratoire passant habituellement par la mer Méditerranée vers l’océan Atlantique. En l’occurrence, le flux migratoire transitant par le détroit de Gibraltar, situé au sud de l’Espagne et au nord du Maroc, a diminué de moitié, en 2020, alors qu’une augmentation substantielle des arrivées de migrants s’est observée dans les eaux de l’océan Atlantique vers les îles Canaries. Un pic précédent, en 2006, avait vu plus de 36 000 arrivées de migrants lors de ladite « crise des cayucos ».

## Les facteurs de départ

### Précarisation socio-économique
La pandémie de COVID-19 en Afrique a exacerbé la pauvreté chez bon nombre d’individus en les privant de leurs moyens de subsistance. Plusieurs ont, de telle sorte, été contraints de quitter leur pays en quête de meilleures conditions de vie. La fermeture des frontières et les restrictions aux déplacements, appliquées à partir du mois de mars 2020, dans l’optique de réduire la contagion du virus, ont particulièrement bloqué les migrants sans papiers en transit dans une situation précaire. Immobilisés, bon nombre d’entre eux ont été confrontés à l’épuisement de leurs ressources et à la peur de l’arrestation vu l’irrégularité de leur statut. Bien que restreignant leur capacité à le faire, les impacts de la COVID-19 ont ainsi conduit à une augmentation des aspirations à émigrer vers l’Europe.

### Déstabilisation des pratiques de pêche traditionnelles
Plus particulièrement, les accords de pêche entre l’Union européenne, la Chine et certains pays d’Afrique du Nord et de l’Ouest, affectant les pratiques de pêche traditionnelles en épuisant gravement les stocks de poissons, augmentent les départs de migrants à partir de la Mauritanie et du Sénégal vers les îles Canaries.

### Crise climatique et instabilité politique
Il faut également mentionner les effets croissants de la crise climatique, dont la sécheresse au Maroc, ainsi que l’instabilité politique en Libye et au Sahel comme facteurs ayant contribué à l’arrivée de migrants africains. L’augmentation des attaques armées par des militants islamistes au Mali, notamment, a déplacé des centaines de milliers de personnes.

## Le déplacement de la route migratoire vers l’Atlantique
Alors que les migrants et les réfugiés d’Afrique subsaharienne ont suivi ces dernières années un chemin bien usé vers le nord, embarquant sur des bateaux à partir du Maroc, de la Libye, de la Tunisie et de l’Algérie et traversant la Méditerranée vers l’Espagne et l’Italie, la route migratoire tend à se déplacer vers l’océan Atlantique. Au fait, au cours des dernières années, les États européens ont conclu divers accords voués à l’externalisation de leurs frontières vers des pays de transit stratégiques tels que le Maroc, le Niger et la Libye, visant à décourager les flux migratoires irréguliers vers l’Europe par une surveillance frontalière accrue. De par ce contrôle frontalier renforcé, soutenu par l’Union européenne à une hauteur de plus de 1.5 milliard en 2020, l’itinéraire habituel privilégiant la Méditerranée vers l’Espagne et l’Italie s’est de telle sorte déplacé peu à peu vers la route Atlantique. Souvent transformée en enjeu sécuritaire, la COVID-19 a également permis l’application de mesures d’urgence aux frontières, amplifiant la tendance à une forte sécurisation des frontières et à la recherche par les migrants d’autres passages irréguliers. Par conséquent, les réseaux de passeurs se sont organisés en renvoyant les migrants notamment vers les côtes sud du Maroc, à la frontière avec le Sahara occidental, désormais moins surveillées que celles du nord. Selon le journaliste Jan-Philipp Scholz, la situation aux îles Canaries serait ainsi causée en partie par les politiques migratoires adoptées par l’Espagne et visant le renforcement des frontières en Afrique.
En outre, la nature de plus en plus difficile, coûteuse et incertaine des itinéraires vers l’Europe a alimenté les réseaux de passeurs et a renforcé la tendance actuelle selon laquelle la migration mondiale s’effectue de plus en plus dans l’ombre. À mesure que les passages frontaliers se complexifient, les migrants s’avèrent de plus en plus dépendants des passeurs et ce désir d’émigrer est exploité par ces groupes qui agissent en pratique comme des agences de migration. Ils offrent notamment une protection et un hébergement lors des voyages terrestres, une assistance aux postes frontaliers et le transport en bateau vers l’Europe, et ce, à des coûts souvent très élevés. Pour la traversée en mer, les prix peuvent varier entre 2 000 et 3 000 euros.

## Les risques encourus
En raison des courants forts de l’Atlantique, la traversée maritime vers les îles Canaries s’avère très risquée. Les migrants entament l’itinéraire entassés à bord de pateras ou de simples cayucos la plupart du temps surchargés et en mauvais état. Autant de facteurs susceptibles de conduire à des drames. Bon nombre quittent à partir du Sahara occidental ou de la façade atlantique de la Mauritanie, du Sénégal et de la Gambie. Le voyage à partir de ces itinéraires est beaucoup plus risqué : huit à onze jours en mer et des accidents très fréquents. Près d’un cayuco sur dix fait naufrage. Considérant que la traversée peut s’étirer pendant des jours, voire des semaines, l’épuisement des réserves d’eau et de nourriture à bord des embarcations entraîne également le décès de nombreux migrants.
L’Organisation internationale pour les migrations (OIM) a mis en exergue la perte de vie alarmante depuis le début de 2021 sur la route vers les îles Canaries, spécifiant que le nombre de décès avait plus que doublé par rapport à la même période en 2020. L’organisation non-gouvernementale (ONG) Caminando Fronteras estime que plus de 4 404 migrants sont morts ou ont disparu sur les routes maritimes vers l’Espagne en 2021, faisant de cette année la plus meurtrière depuis au moins 2015. Plus de 90% des disparus (4 016) auraient péri dans l’un des 124 naufrages comptabilisés lors des traversées vers l’archipel. En comparaison, les décès comptabilisés sur la route s’élevaient à 210 en 2019 et à 43 en 2018.
Les exemples documentés de drames survenus lors des traversées abondent. En août 2021, une pirogue a été localisée à 500 kilomètres de l’île d’El Hierro après 14 jours à la dérive avec 26 survivants à bord. 29 individus, dont sept enfants, étaient déjà décédés. Le 20 août 2021, une embarcation pneumatique s’est renversée à 250 kilomètres des côtes canariennes, avec 52 passagers à bord, dont un seul a survécu. Le 16 janvier 2022, au moins 43 migrants ont péri dans le naufrage de leur embarcation au large de Tarfaya, au sud du Maroc. Parmi eux se trouvaient trois bébés et 14 femmes. Le 18 janvier 2022, à 44 km au large de l’île de Fuerteventura, les sauveteurs espagnols ont porté secours à un nouveau-né dont la mère venait tout juste de donner naissance à l’intérieur du canot pneumatique dans lequel elle avait pris place avec une soixantaine d’autres personnes. Il faut dire que de plus en plus de femmes et d’enfants (au moins 205 pour 2021) sont parmi les victimes : une indication que des familles entières entament désormais la traversée et non pas seulement de jeunes hommes à la recherche de travail.

## La gestion de l’arrivée des migrants
La plupart de ceux qui survivent à cette périlleuse traversée sont secourus en mer et transférés dans un port de l’île de Grande Canarie. Les autorités espagnoles ont initialement fait usage des hôtels vacants en raison des restrictions liées à la COVID-19 afin d’y loger les migrants. Un total de 5 500 d’entre eux a été hébergé dans 17 hôtels. Considérée comme un obstacle pour les tentatives de revitalisation des arrivées de touristes, cette initiative a provoqué de fortes résistances dans les communautés d’accueil. Les autorités ont alors articulé, en novembre 2020, le « Plan Canarias » permettant l’établissement de centres d’accueil au sein de trois îles (Fuerteventura, Grande Canarie et Tenerife), auxquels les migrants sont référés à la suite des procédures d’identification initiales à leur entrée. 
Cette gestion des arrivées par le gouvernement espagnol a subi maintes critiques. Bien que disposant de l’expérience de la première « crise du cayuco» en 2006, les autorités ont logé des centaines de migrants dans des conditions insalubres et ne leur ont pas donné accès aux services sociaux, y compris des soins médicaux et psychologiques. De nombreux rapports soulignent la surpopulation des centres, le faible accès à l’assainissement et à l’hygiène de base, y compris l’eau potable, ainsi que les multiples problèmes de santé éprouvés par les migrants tels que la déshydratation et les blessures résultant du fait de passer des heures assis dans la même position sur l’asphalte. À certains moments, plus de 2 500 migrants se sont retrouvés entassés dans un espace initialement prévu pour 400 personnes. L’un des exemples flagrants est celui dudit « quai de la honte », un macro-camp installé sur le quai d’Arguineguín, soit le principal port d’opérations de sauvetage maritime des îles Canaries. Des centaines de migrants secourus ont été contraints d’y demeurer pendant plus de trois mois. Le manque de support génère des tensions et nombreux sont les rapports détaillant des cas d’automutilation graves et de grèves de la faim. En raison des conditions précaires, certains migrants ont quitté les centres d'accueil et installé leur propre abri de fortune ailleurs sur les îles.
Les structures d’accueil surpeuplées sont l’une des conséquences directes des mesures exceptionnelles de restriction à la mobilité des migrants entre les îles et l’Espagne continentale. Introduit en 2019, ce changement dans les politiques internes a dépossédé les migrants de leur droit de poursuivre leur trajet vers l’Europe continentale. Jusqu’alors, la plupart des migrants arrivés aux îles Canaries étaient brièvement détenus dans les trois centres de détention pour migrants irréguliers et transférés par la suite en Espagne continentale, la loi espagnole n’autorisant la détention des migrants que pour un maximum de 60 jours. Néanmoins, depuis l’application de ce blocus, les migrants ont été détenus beaucoup plus longtemps qu’à l’habitude sans pouvoir être transférés vers le continent, alors que les arrivées dans l’archipel augmentent. Le ministre espagnol de l’Intérieur, Fernando Grande-Marlaska, a déclaré que le gouvernement souhaitait minimiser les transferts vers le continent afin d’empêcher les voies d’entrée irrégulières en Europe. Selon le gouvernement, le transfert des migrants vers le continent enverrait le message que l’archipel représente un tremplin vers l’Europe. Le parti de gauche Unidas Podemos a fait pression pour que les migrants soient autorisés de toute urgence à voyager vers le continent, condamnant ce qu’il considère comme étant des violations répétées des droits de la personne aux îles Canaries.
Les autorités espagnoles font également usage de mesures visant la déportation des migrants vers leur pays d’origine, comme en font foi les accords bilatéraux conclus entre l’Espagne et certains pays d’Afrique du Nord et de l’Ouest à ce sujet. Entre autres, un accord de rapatriement avec le Sénégal - en pause en raison de la pandémie - a été réactivité afin de faciliter l’expulsion des migrants sénégalais et permettre le déploiement de policiers supplémentaires et d’un avion d’observation maritime visant à cibler rapidement la migration irrégulière « à la source », soit avant que les migrants entament une quelconque traversée vers l’Espagne. Cette emphase mise sur les déportations par les autorités espagnoles va de pair avec les manquements constatés dans l’examen des demandes de protection internationale des migrants. Le 17 décembre 2021, Amnesty international a publié le rapport Un an d’analyse, dix ans d’échecs des politiques migratoires détaillant les obstacles à l’accès au droit d’asile dans les îles Canaries ainsi que le manque de protection des plus vulnérables. L’absence d’aide juridique et d’interprètes, tout comme les délais considérables, contribue au fait que sur les 88 826 demandes d’asile déposées en Espagne, en 2020, seulement 3 000 demandes ont été enregistrées dans les îles Canaries, soit 4,4%. Il peut se dérouler plus d’un an d’attente avant de décrocher un premier entretien dans le cadre d’une demande d’asile. Ce manque de ressources ne constitue pas un événement ponctuel, le système d’asile espagnol est complètement débordé depuis 2019.
Certains espaces sur l’archipel sont donc en quelque sorte convertis en centres de traitement extraterritoriaux, des zones où les droits et les protections des migrants s’avèrent sévèrement limités. À l’image de ce qu’on a vu en Italie dans le centre de premiers secours et d’accueil de Lampedusa et dans le camp de Mória sur l’île de Lesbos en Grèce ainsi que dans les enclaves espagnoles de Ceuta et Melilla, les îles Canaries se présentent comme une zone de confinement et d’immobilisation pour les migrants à la frontière de l’Europe, alors que ceux-ci devraient normalement jouir du droit à la liberté de mouvement sur l’ensemble du territoire espagnol. Pour la journaliste Renata Brito, ces îles se caractérisent aujourd’hui comme un lieu d’incertitude pour des milliers de personnes qui se voient refuser l’accès à la péninsule espagnole et qui vivent dans l’attente, incapables de travailler et d’envoyer de l’argent à leurs familles.

## La poussée de l’extrême droite
L’accueil des migrants sur les îles Canaries, tout comme le manque de moyens des autorités espagnoles, est à mettre en relation avec la montée d’attitudes racistes et haineuses envers les migrants. Des vidéos et des images des camps de migrants surpeuplés ont fourni des arguments aux politiciens de droite et aux individus sur les réseaux sociaux afin de pousser un récit sensationnaliste selon lequel les îles Canaries étaient confrontées à une « invasion ». En décembre 2020, Red Acoge, une fédération de vingt ONG, a présenté un rapport dénonçant le traitement alarmiste des médias vis-à-vis des mouvements migratoires en Espagne qui tendent à associer les évènements récents à des termes tels que « avalanche », « effondrement » ou « agression ». Par conséquent, si l’Espagne a su pendant longtemps résister aux mouvements d’extrême droite observés chez ses voisins européens, le sentiment anti-migrant n’a cessé de croître ces dernières années, parallèlement à la montée en puissance du parti ultranationaliste et d’extrême droite Vox. Les conséquences économiques induites par la crise pandémique ont encore davantage canalisé ces frustrations et amplifié les attitudes xénophobes des populations locales à l’égard des migrants africains. Des manifestations « anti-migrants » ont eu lieu et, en janvier 2021, une vidéo d’un homme conduisant autour de l’île Grande Canarie et menaçant les migrants à l’aide d’une machette a souligné la gravité de la situation. Le rapport The perception of immigration in Tenerife révèle que, déjà avant les arrivées maritimes de 2020, 51.9% de la population canarienne percevait la migration comme excessive.  